# Röhlinghausen
Röhlinghausen è un quartiere (Stadtteil) della città tedesca di Herne.